# کریم‌آباد (کارده)
کریم‌آباد روستایی در دهستان کارده بخش مرکزی شهرستان مشهد استان خراسان رضوی ایران است.

## جمعیت
بر پایه سرشماری عمومی نفوس و مسکن در سال ۱۳۹۵ جمعیت این روستا ۵۹ نفر (۲۲خانوار) بوده‌است.